# Aguilar (Graus)
Aguilar es una localidad española perteneciente al municipio de Graus, en la Ribagorza, provincia de Huesca (Aragón).

## Toponimia
El nombre proviene del término latín de Aquilare, que significa águila.

## Historia
Su primera mención escrita es en el 981, donde se le refiere como Agilar.
En el 1845 aparece como municipio pero en el 1930 pasó a depender de Torruella de Aragón que actualmente también está despoblado.
En el siglo XX llegó a tener veinte casas pobladas en el núcleo además de siete casas aisladas junto con las aldeas de Es Camps y La Torre, que tenían dos y tres casas respectivamente y a las que se les denominaba como aldea de abajo y aldea de arriba. 
En el año 2017 la localidad contaba con 1 habitante, actualmente se encuentra despoblada.

## Patrimonio
- Iglesia de Nuestra Señora de la Concepción, construida en el tercer cuarto del siglo xvi. De nave única construida en mampostería, con dos capillas laterales a modo de crucero bajo y cabecera recta cubierta con medio cañón y con coro alto de madera a los pies. El acceso está en el muro sur a través de un arco de medio punto bajo un pórtico cubierto por bóveda de arista y abierto por 3 lados mediante arcos de medio punto. Tiene una torre situada los pies de planta cuadrada con dos cuerpos, el superior de los cuales se abren cuatro vanos de medio punto.[2]
- Ermita románica de San Saturnino, del siglo XVII.[3][4]Cuenta con una sola nave cubierta con bóveda de cañón apuntada, con capillas laterales y un ábside semicircular cubierto bajo bóveda de horno.[1]
- Casa Cecilia, vivienda construida o remodelada en el 1828 según una inscripción en la fachada, actualmente en ruida.[1]
- Ermita de San Andrés, del siglo XI. Se tratan de unos restos muy escasos. [1]

## Fiestas
- Fiesta mayor, en honor a la Virgen de Septiembre, empezaba el 8 de septiembre y duraba 2 días.[5]
- Fiesta menor, en honor a San Saturnino donde el 29 de noviembre se realizaba una romería a la ermita del mismo nombre.[1]

## Lengua
Su lengua propia es el aragonés bajorribagorzano, dialecto del aragonés.